# Харламов, Григорий Алексеевич

Могила Харламова на Северном кладбище Ростова-на-Дону

Григорий Алексеевич Харламов (1907—1985) — строитель, Герой Социалистического Труда (1971).

## Биография
Родился 8 марта 1907 года в Енакиево (ныне — Донецкая область Украины). В 1918 году он окончил заводское училище, после чего работал штукатуром, каменщиком, монтажником на Енакиевском металлургическом заводе. Позднее учился в Киевском строительном институте, однако после смерти отца вернулся в родной город. Работал в Управлении капитального строительства Енакиевского металлургического завода, прошёл путь от мастера до начальника строительства. Во время Великой Отечественной войны руководил строительством оборонительных сооружений, затем был отправлен в эвакуацию, строил Сызранский нефтеперерабатывающий завод.
В 1948 году Харламов был направлен на работу в Ростовскую область. Возглавлял трест «Донгазстрой» в Новочеркасске, СУ № 5 в Ростове. С 1961 года Харламов работал управляющим трестом «Южгазпроводстрой» (впоследствии — начальником одноимённого производственного объединения). Строил объекты нефтегазовой промышленности, в том числе газо- и нефтепроводы, социальные и культурные объекты в Ростовской области.
Указом Президиума Верховного Совета СССР от 30 марта 1971 года за «выдающиеся заслуги в выполнении заданий пятилетнего плана и достижение высоких технико-экономических показателей» Григорий Харламов был удостоен высокого звания Героя Социалистического Труда с вручением ордена Ленина и медали «Серп и Молот».
Проживал в Ростове-на-Дону. Скончался 9 декабря 1985 года, похоронен на Северном кладбище Ростова-на-Дону.
Был награждён двумя орденами Ленина, тремя орденами Трудового Красного Знамени, рядом медалей.